# 키노코 테이코쿠

키노코 테이코쿠(일본어: きのこ帝国)는 일본의 록 밴드이다.

## 역사
2007년 같은 대학교에서 결성되어 2008년부터 본격적으로 음악 활동을 시작하였다.
밴드 이름은 멤버인 아짱의 버섯같은 모습과 밴드 유라유라 데이코쿠에서 따왔다.
2012년 5월 데뷔 앨범인 『우즈니 나루』를 발매하였다.
2013년 2월 정규앨범 『eureka』와 동년 12월 EP 『롱 굿바이』를 발매하였다.
2014년 10월 29일 앨범 『페이크 월드 원더랜드』를 발매하였다. 이보다 앞선 9월 9일 싱글 「도쿄」를 선행 발표하여 100엔에 판매하였다.
2015년 4월 싱글 「桜が咲く前に」로 메이저 데뷔했다. 소속은 EMI 레코드 재팬.
이 곡은 전작 「도쿄」로부터 10년 전, 사토가 이와테현에서 도쿄로 상경하기 까지의 이야기가 담겨있다.
2015년 11월 첫 메이저 앨범 『猫とアレルギー』를 발표했다.
2016년 11월 앨범 『愛のゆくえ』를 발표했다.
앨범 타이틀과 동명의 곡 「愛のゆくえ」는 영화 <물을 데우는 뜨거운 사랑>(湯を沸かすほどの熱い愛)의 주제가로 만들어진 곡이다.

## 멤버
- 사토 치아키(佐藤千亜妃) : 보컬 및 기타 담당. 밴드 내에서 대부분의 곡을 작사·작곡하고 있으며, 메이저 데뷔 이전에는 작사·작곡 시 '사토(佐藤)'라는 예명을 사용했다.
- 아-짱(あーちゃん) : 기타 담당.
- 타니구치 시게아키(谷口滋昭) : 베이스 담당.
- 니시무라 "콘"(西村 ”コン”) : 드럼 담당.

## 작품
앨범
- 유레카(2013.2.6)
- 페이크 월드 원더랜드(2014.10.29)
- 猫とアレルギー(네코토아레르기,고양이와 알레르기,2015.11.11)
- 愛のゆくえ(아이노유쿠에,사랑의 행방,2016.11.2)

미니앨범
- 우즈 니 나루(2014년 5월 9일 발매)

EP
- 롱 굿바이(2013년 12월 14일 발매)

데모
- 1st demo(2011년 자체 발매)
- 요루 가 아케타라(2011년 9월 12일 자체 발매)

싱글
- eureka(2013년 1월 17일 발매)
- 도쿄(2014년 9월 9일 발매)
- 桜が咲く前に(2015년 4월 29일 발매)
- クライベイビー(크라잉베이비,2016.6.29,디지털)
- 夏の影(나츠노카게,여름의 그림자,2016.8.29,디지털)

## 관련 영상
- 海と花束
- 도쿄
- 크로노 스타시스

## 관련 사이트
- 키노코 테이코쿠 밴드 공식 사이트 보관됨 2021-03-27 - 웨이백 머신
- 공식 인스타그램
- 공식 트위터